# Marcus Baby
Marcus Vinícius da Silva Bernardo (Natal, RN, 23 de noviembre de 1969), conocido como Marcus Baby, es un artista plástico brasileño, creador del sus propias esculturas utilizando muñecos infantiles.

## Biografía
En la década de 1990, decidió crear sus propias esculturas utilizando muñecos infantiles (como Barbie) como base.
En noviembre de 2005, empezó a crear muñecas con la imagen de los famosos. Estas muñecas, que no están a la venta, se muestran en su página web. La primera muñeca para atraer la atención de los medios de comunicación era una muñeca tullida en silla de ruedas, inspirada en un personaje de Vivir la vida, una telenovela brasileña muy conocida. Él también fue noticia cuando se negó a vender una muñeca que había creado a semejanza de la presentadora de televisión, cantante y actriz brasileña Hebe Camargo.
Su muñeca de Dilma Rousseff, el Presidente de Brasil, fue lanzado justo después de su inauguración en enero de 2011. Cariñosamente apodada "Barbie Dilma", se ha convertido en el más conocido de sus muñecas.

## Galería

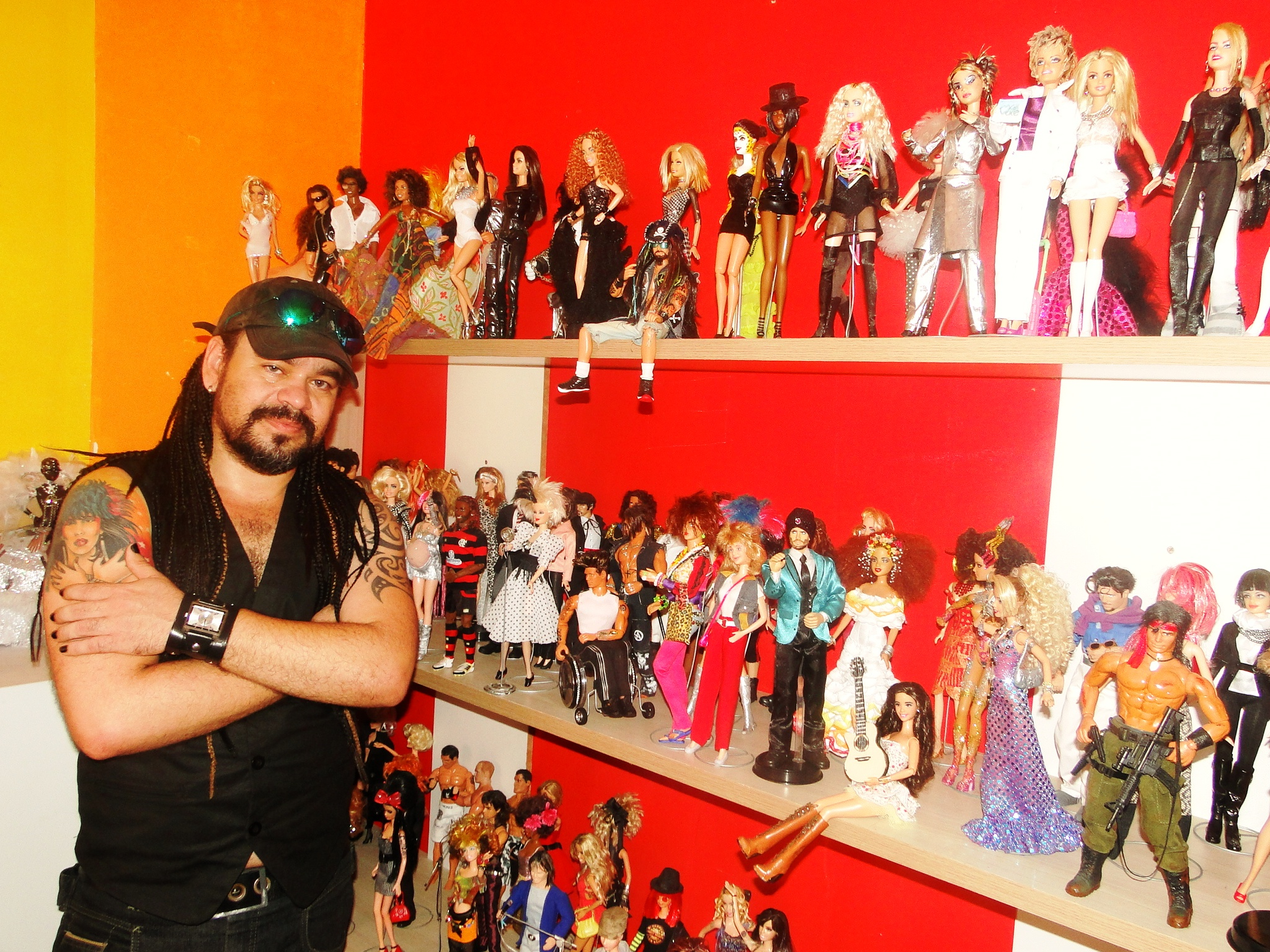
Marcus Baby and his collection (2012)